# UCI Women's ProSeries 2024
De UCI Women's ProSeries 2024 is de vijfde editie van deze internationale wielercompetitie voor professionele rensters georganiseerd door de UCI. Deze serie is het tweede niveau, onder de Women's World Tour en boven de continentale circuits.
Voor 2024 werden tien koersen op de kalender opgenomen, waarvan acht eendaagse en twee meerdaagse wedstrijden. Ze vinden allemaal plaats op het Europese vasteland. Drie koersen worden verreden in België, drie in Spanje, twee in Duitsland en twee in Italië. De eerste wedstrijd, de Setmana Ciclista Valenciana, werd van 15 tot en met 18 februari verreden. De laatste wedstrijd, de Ronde van de Drie Valleien, werd verreden op 8 oktober. 
Ten opzichte van het jaar ervoor verdween het Festival Elsy Jacobs uit deze competitie. De GP Ciudad de Eibar, Ronde van de Drie Valleien en de GP Stuttgart traden toe tot de ProSeries.

## Kalender
| Data           | Wedstrijd                  | Winnaar              | Team                            |
| -------------- | -------------------------- | -------------------- | ------------------------------- |
| 15-18 februari | Wielerweek van Valencia    | Marlen Reusser       | Team SD Worx-Protime            |
| 13 maart       | Nokere Koerse              | Lotte Kopecky        | Team SD Worx-Protime            |
| 27 maart       | Dwars door Vlaanderen      | Marianne Vos         | Visma-Lease a Bike              |
| 10 april       | Brabantse Pijl             | Elisa Longo Borghini | Lidl-Trek                       |
| 8 mei          | Clásica Féminas de Navarra | Hannah Ludwig        | Cofidis                         |
| 26 mei         | GP Ciudad de Eibar         | Iurani Blanco        | Laboral Kutxa-Fundación Euskadi |
| 25-30 juni     | Ronde van Thüringen        | Ruth Edwards         | Human Powered Health            |
| 15 september   | Grote Prijs van Stuttgart  | Eleonora Gasparrini  | UAE Team ADQ                    |
| 5 oktober      | Ronde van Emilia           | Elisa Longo Borghini | Lidl-Trek                       |
| 8 oktober      | Ronde van de Drie Valleien | Cédrine Kerbaol      | Ceratizit-WNT                   |

Sjabloon:Navigatie UCI Women's ProSeries 2024